# 布羅角
布羅角（英語：Brow Point），是南極洲的海岬，位於南喬治亞群島，處於藍鯨港的西部入口處，在1938年由英國海軍繪入地圖，該海岬由英國海外領土管轄。